# Arca-Swiss
Arca-Swiss（或译阿卡）是一家瑞士厂家，主要生产顶级云台和大中画幅相机。
雅佳工厂最初建于瑞士最大城市苏黎世，于1999年迁至法国。在20世纪20年代左右，雅佳主要生产大画幅相机。

## 云台
Arca Swiss主要生产球台和少量其他云台（齿轮云台）。其云台均支持其Arca-swiss type快装板，可以与其他品牌的专业球台兼容。
| 球台 | 齿轮云台 |
| ---- | -------- |
| Z1   | D4       |
| B1   | C1       |

## 中画幅相机
作为一台类似阿尔帕12wa的技术中画幅（6*9）相机，Arca-Swiss Rm3d同时兼容数码和胶片，可以做移轴与升降操作。为方便用户使用沙姆定律进行拍摄，机身上设有自带的仰俯装置。